# Dhopatala
Dhopatala es una ciudad censal situada en el distrito de Chandrapur en el estado de Maharashtra (India). Su población es de 4945 habitantes (2011). 

## Demografía
Según el censo de 2011 la población de Dhopatala era de 4945 habitantes, de los cuales 2577 eran hombres y 2368 eran mujeres. Dhopatala tiene una tasa media de alfabetización del 91,16%, superior a la media estatal del 82,34%: la alfabetización masculina es del 95,25%, y la alfabetización femenina del 86,73%.